# Joseph (série télévisée)
Pour les articles homonymes, voir Joseph.
Production
Diffusion
Joseph est une série télévisée française réalisée par Lucien Jean-Baptiste d'après un scénario de Lucien Jean-Baptiste et Sébastien Mounier, et diffusée depuis le 6 mars 2025 sur la chaîne TF1.
Cette fiction policière est une coproduction de Nolita TV et Zamba Productions pour TF1,,,.

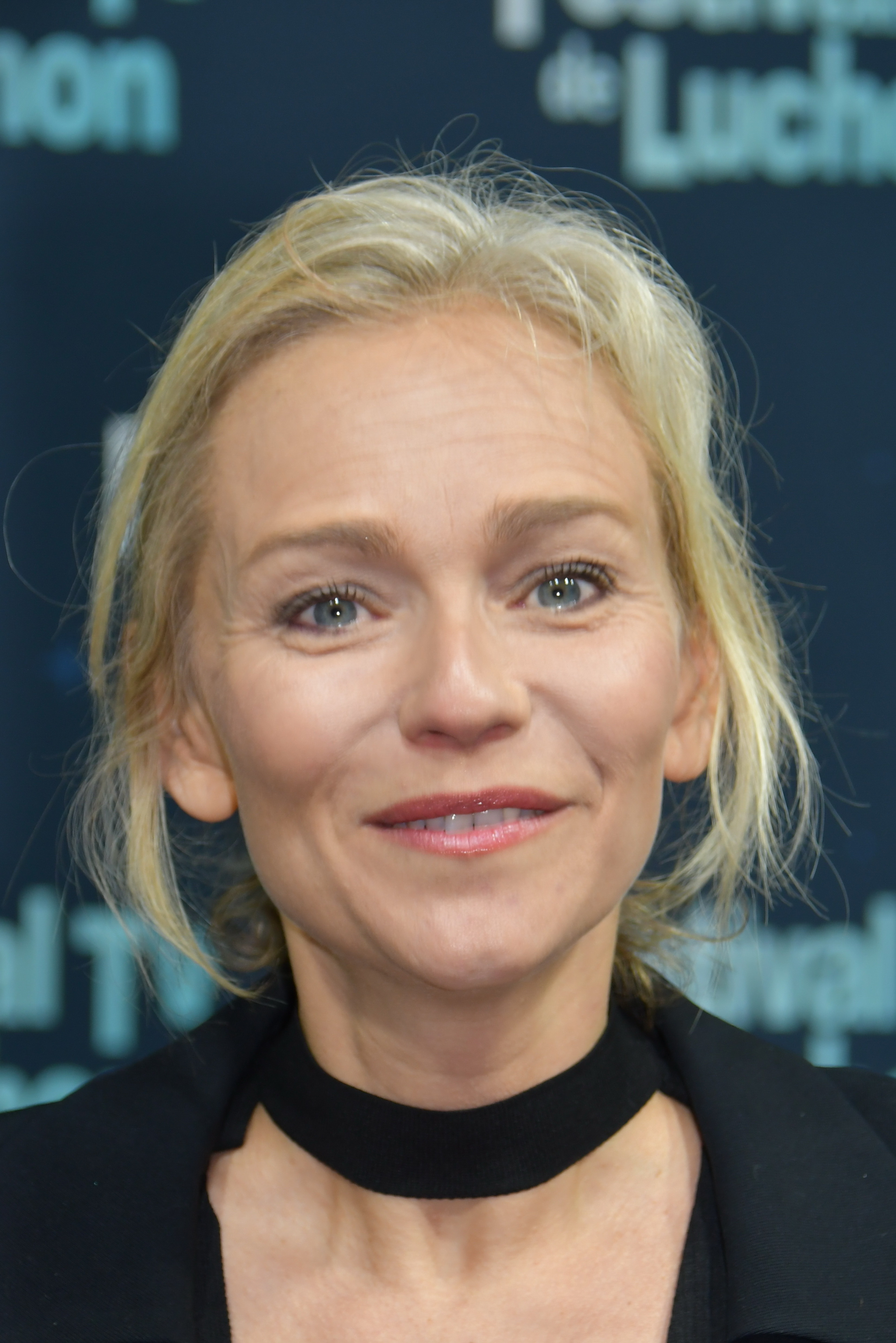
Claire Borotra.

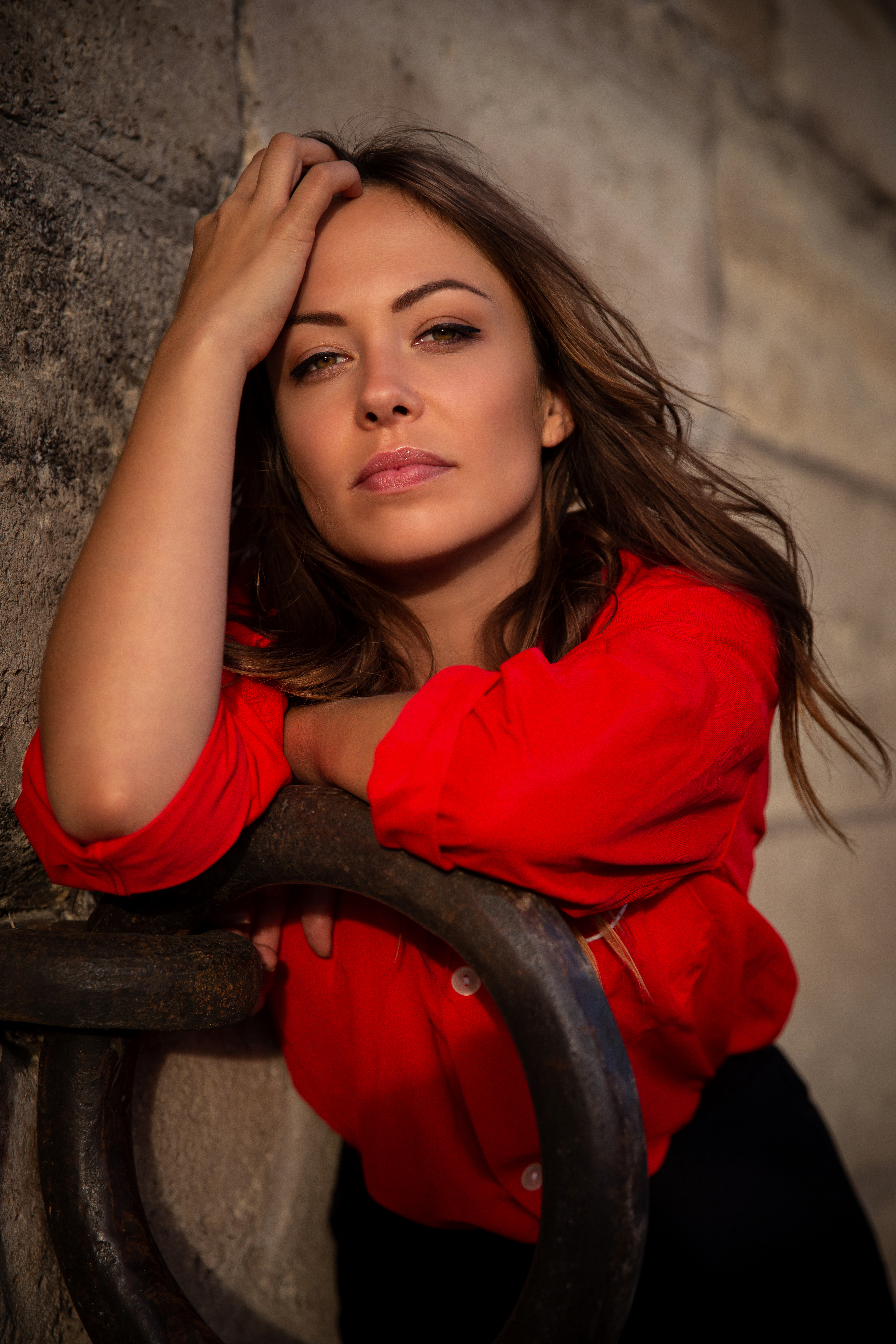
Dounia Coesens.

## Synopsis
Joseph, un policier d'origine martiniquaise en instance de divorce, sans réel domicile et proche de sa mère, enquête de façon assez originale sur les meurtres commis en utilisant notamment son allure innocente.

## Distribution

### Principale
- Lucien Jean-Baptiste : Joseph
- Claire Borotra : Sandra, la femme de Joseph
- Firmine Richard : Siméonie, la mère de Joseph
- Delys Seckler : Adam, le fils de Joseph

### Invités
- Dounia Coesens : Adèle Novak (épisode 1)
- Jean-Philippe Puymartin : Jean-Philippe Trappe (épisode 1)
- Alexis Tomassian : Luka Novak, le frère d'Adèle (épisode 1)
- Christian François : le père d'Adèle (épisode 1)
- Yannig Samot : Chef Anthony Comte (épisode 1)
- Jean-Marc Barr : Yann Morvan (épisode 2)
- Gérémy Crédeville : Fabrizio Catelli (épisode 2)
- Delphine Théodore : Céline Catelli (épisode 2)
- Manoëlle Gaillard : Magdaléna Catelli (épisode 2)
- Alice Taglioni : Allison Maës (épisode 3)
- Alice Pol : Diane Di Biaggio (épisode 4)
- Nicolas Abraham : Majorelle (épisode 4)
- Mathieu Delarive : Alban (épisode 4)
- Mathieu Spinosi : Tristan Selly (épisode 5)
- Audrey Looten : Solène Selly (épisode 5)
- Hippolyte Girardot : Jean-Pierre Malterre (épisode 6)
- Marc Andreoni : André Costa (épisode 6)

## Production

### Genèse et développement
La série est créée et écrite pour TF1 par Lucien Jean-Baptiste et Sébastien Mounier et réalisée par Lucien Jean-Baptiste,,,,,.
Le réalisateur Lucien Jean-Baptiste explique : « Alors que je bossais sur Munch, TF1 est venu me voir pour me demander si je n'avais pas une idée de série. Et je leur dis si : Columbo ! Ma gabardine et ma couleur de peau. Ce petit mec qui va arriver chez les riches ! Tout part d'un plaisir, de l'admiration pour un héros d'enfance. Mais je n'allais pas faire un copier-coller de Columbo, ce serait se tirer une balle dans le pied, Columbo est tout en haut. Mais j'ai voulu m'en inspirer. Par exemple, Columbo parle tout le temps de sa femme et on la voit jamais, moi j'ai ma femme et ma mère et on les voit tout le temps. J'ai pris l'ADN du héros – le coupable connu dès le début / le flic a priori inoffensif et David contre Goliath – et j'ai fait ma propre série. Je voulais faire un produit télé de qualité, offrir un vrai kiff aux spectateurs et pas seulement faire un produit pour coller de la pub. ».
La série est présentée en compétition au Festival TV de Luchon 2025.

### Tournage
Le tournage de la série a lieu à partir du 14 mai 2024 dans la région des Pays de la Loire et en Normandie,,.

### Fiche technique
Sauf indication contraire, les informations mentionnées dans cette section peuvent être confirmées par la base de données cinématographiques Allociné,  présente dans la section « Liens externes ».
- Titre français : Joseph
- Réalisation : Lucien Jean-Baptiste[1],[4],[6],[7]
- Scénario : Lucien Jean-Baptiste et Sébastien Mounier[5],[3],[6],[7]
- Musique : Erwann Kermorvant[9],[3]
- Décors : Pierre Pell[3]
- Photographie : Xavier Dolléans[1],[3]
- Son : Sébastien De Monchy[3]
- Montage : Grégory Attia et Clémentine Collin[3]
- Production : Mathieu Ageron[3]
- Sociétés de production : Nolita TV et Zamba Productions[1],[2],[4]
- Société de diffusion : TF1[3]
- Pays de production :  France
- Langue originale : français
- Format : couleur
- Genre : Comédie policière
- Nombre de saisons : 1
- Nombre d'épisodes[5] : 6
- Durée : 52 minutes[5]
- Date de première diffusion : 6 mars 2025 sur TF1[6],[7],[10]

## Épisodes
1. Plat signature
2. Au large
3. Trou numéro 15
4. Jusqu'à ce que la mort nous sépare
5. Sonate funèbre
6. D'autres vies que les nôtres

## Accueil

### Audiences et diffusion

#### En France
En France, la série est diffusée le jeudi à 21 h 10 sur TF1 par salve de deux épisodes les 6, 13 et 27 mars 2025.
| Épisode              | Diffusion            | Diffusion            | Audience moyenne          | Audience moyenne                       | Audience moyenne         | Audience moyenne | Réf.   |
| Épisode              | Jour                 | Horaire              | Nombre de téléspectateurs | Part de marché (sur les 4 ans et plus) | Part de marché (FRDA-50) | Classement       | Réf.   |
| -------------------- | -------------------- | -------------------- | ------------------------- | -------------------------------------- | ------------------------ | ---------------- | ------ |
| 1                    | Jeudi 6 mars 2025    | 21 h 10 - 22 h 10    | 3 990 000                 | 21,9 %                                 | 24 %                     | 1er              | [ 12 ] |
| 2                    | Jeudi 6 mars 2025    | 22 h 10 - 23 h 15    | 2 880 000                 | 22,2 %                                 | 24 %                     | 1er              | [ 12 ] |
| 3                    | Jeudi 13 mars 2025   | 21 h 10 - 22 h 05    | 3 764 000                 | 20 %                                   |                          | 1er              | [ 13 ] |
| 4                    | Jeudi 13 mars 2025   | 22 h 05 - 23 h 05    | 2 990 000                 | 20,9 %                                 |                          | 1er              | [ 13 ] |
| 5                    | Jeudi 27 mars 2025   | 21 h 10 - 22 h 15    | 3 251 000                 | 18,3 %                                 |                          | 1er              | [ 14 ] |
| 6                    | Jeudi 27 mars 2025   | 22 h 15 - 23 h 10    | 2 420 000                 | 18,4 %                                 |                          | 1er              | [ 14 ] |
|                      |                      |                      |                           |                                        |                          |                  |        |
| Moyenne de la saison | Moyenne de la saison | Moyenne de la saison | 3 220 000                 | 20,3 %                                 | 20 %                     | 1er              | [ 15 ] |

- Les plus hauts chiffres d'audience
- Les plus bas chiffres d'audience

## Accueil critique
Alexandre Letren, du site VL-Media, est assez positif : « Joseph est une série classe avec un grand soin apporté à la réalisation (ainsi qu'à la photographie) comme à la partition musicale très soignée de Erwann Kermorvant », mais il regrette que les indices permettant d'identifier le coupable soient dévoilés trop tôt.